# Coppa Italia (canoa polo femminile)
La Coppa Italia di canoa polo femminile è un trofeo nazionale italiano di canoa polo organizzato annualmente dalla Federazione Italiana Canoa Kayak. Costituisce il secondo trofeo nazionale e vi partecipa di solito un numero di squadre inferiore rispetto a quello delle società iscritte al campionato. Ciò ha fatto in modo, a causa del numero delle squadre molto basso, che dal 2005 al 2009 non venisse organizzata. Attualmente si svolge contemporaneamente alla maschile. La squadra che ha vinto più titoli è la Polisportiva Canottieri Catania, con 9 vittorie consecutive fra il 2013 e il 2022, seguita dal Circolo Nautico Posillipo, con 5 vittorie.

## Albo d'oro
| Edizione    | 1º posto                                           | 2º posto                                           | 3º posto                                           |
| ----------- | -------------------------------------------------- | -------------------------------------------------- | -------------------------------------------------- |
| 2000 (1ª)   | A.d.F. Torino                                      | CPPC Milano                                        | Pro Scogli Chiavari                                |
| 2001 (2ª)   | CPPC Milano                                        | CUS Catania                                        | A.d.F. Torino                                      |
| 2002 (3ª)   | Circolo Nautico Posillipo                          | A.d.F. Torino                                      | CPPC Milano                                        |
| 2003 (4ª)   | A.d.F. Torino                                      | Circolo Nautico Posillipo                          | CPPC Milano                                        |
| 2004 (5ª)   | Circolo Nautico Posillipo                          | A.d.F. Torino                                      | CUS Catania                                        |
| 2005 - 2009 | Non disputata                                      | Non disputata                                      | Non disputata                                      |
| 2010 (6ª)   | Circolo Nautico Posillipo                          | Pol. Canott. Catania                               | Soc. Canott. Ichnusa                               |
| 2011 (7ª)   | Circolo Nautico Posillipo                          | Soc. Canott. Ichnusa                               | Canoa Club Bologna                                 |
| 2012 (8ª)   | Circolo Nautico Posillipo                          | Canoa Club Bologna                                 | KST 2001 Siracusa                                  |
| 2013 (9ª)   | Pol. Canott. Catania                               | GS Catania                                         | SS Lazio Canoa Polo                                |
| 2014 (10ª)  | Pol. Canott. Catania                               | GS Catania                                         | SS Lazio Canoa Polo                                |
| 2015 (11ª)  | Pol. Canott. Catania                               | SS Lazio Canoa Polo                                | GS Catania                                         |
| 2016 (12ª)  | Pol. Canott. Catania                               | SS Lazio Canoa Polo                                | GS Catania                                         |
| 2017 (13ª)  | Pol. Canott. Catania                               | Canoe Rovigo                                       | CK Academy                                         |
| 2018 (14ª)  | Pol. Canott. Catania                               | Canoe Rovigo                                       | C.C. Aniene                                        |
| 2019 (15ª)  | Pol. Canott. Catania                               | C.C. Aniene                                        | Canoe Rovigo                                       |
| 2020        | Competizione annullata per la pandemia di COVID-19 | Competizione annullata per la pandemia di COVID-19 | Competizione annullata per la pandemia di COVID-19 |
| 2021 (16ª)  | Pol. Canott. Catania                               | C.C. Aniene                                        | Canoe Rovigo                                       |
| 2022 (17ª)  | Pol. Canott. Catania                               | Soc. Canott. Ichnusa                               | Canoe Rovigo                                       |
| 2023(18ª)   | Pol. Canott. Catania                               | Canoe Rovigo                                       | Circolo Nautico Posillipo                          |
| 2024(19ª)   | Soc. Canott. Ichnusa                               | Circolo Nautico Posillipo                          | CMM Nazario Sauro                                  |
| 2025(20ª)   | Canoe Rovigo                                       | Circolo Nautico Posillipo                          | Canottieri Jonica                                  |

## Statistiche

### Titolo per squadra
| Squadra                         | Titoli | Edizioni                                                  |
| ------------------------------- | ------ | --------------------------------------------------------- |
| Polisportiva Canottieri Catania | 10     | 2013, 2014, 2015, 2016, 2017, 2018, 2019, 2021, 2022,2023 |
| Circolo Nautico Posillipo       | 5      | 2002, 2004, 2010, 2011, 2012                              |
| Amici del Fiume Torino          | 2      | 2000, 2003                                                |
| Canoe Rovigo                    | 1      | 2025                                                      |
| Società Canottieri Ichnusa      | 1      | 2024                                                      |
| CPPC Milano                     | 1      | 2001                                                      |